# Château de Breitungen
Le château de Breitungen (ou château de Herrenbreitungen) est un château  dans le village historique de Herrenbreitungen dans la commune de Breitungen/Werra, arrondissement de Schmalkalden-Meiningen, dans le Land de Thuringe.

## Histoire
Au XIIe siècle, une abbaye bénédictine est fondée sur la colline du château de Burgbreitungen, plus tard Herrenbreitungen. La basilique est comme consacrée église des moines bénédictins en 1112. Elle est une fille de l'abbaye d'Hersfeld. L'abbaye de Herrenbreitungen existe jusqu'à sa dissolution à la suite de la Réforme en 1553.
Vers 1560, le comte Poppon XII d'Henneberg (de) décide de construire un nouveau château Renaissance en prenant aussi les vestiges de l'abbaye. Avec l'extinction de la famille Henneberg en 1583, le château est la possession du landgraviat de Hesse-Cassel. Le château est endommagé pendant la guerre de Trente Ans, mais le bâtiment d'origine du XVIe siècle reste en grande partie intact. Aux XVIIIe siècle et XIXe siècle, le château sert de tribunal, de prison et d'hôtel des finances. Les conversions ultérieures résultant de l'évolution des utilisations modifient la structure du bâtiment jusqu'à son état actuel.
En 1993 et 1994, la basilique est entièrement rénovée ; pour des raisons de protection des espèces, il est tenu compte des nombreuses nids de choucas des tours, la plus grande présence dans le sud de la Thuringe. Depuis 2007, le château est une propriété privée et est progressivement rénové.

## Architecture

### Église abbatiale
La structure en grès de style roman est une basilique cruciforme avec une nef et deux bas-côtés, un transept et un sanctuaire, dont les trois nefs se terminent par des absides. Pendant la guerre de trente ans, la basilique est en partie détruite, mais l'intérieur roman et le clocher avec son dôme de la Renaissance sont intacts. Depuis sa rénovation en 1994, la basilique sert d’espace d’exposition et de concert et est également utilisée pour les cérémonies civiles.

### Château
Le château de la Renaissance a été construit au milieu du XVIe siècle dans le secteur de l'ancien monastère. Il s'agit d'un bâtiment à quatre ailes doté d'un bâtiment supplémentaire, désigné aujourd'hui sous le nom de "grenier à grains", ainsi que d'une tour du château. Parmi celles-ci, seules l'aile sud (basilique romane avec tour de la Renaissance), l'aile ouest située à proximité immédiate de la basilique en grès plâtré de trois étages avec des tours d'escaliers en colimaçon sur un haut sous-sol, trois étages de la tour du château autrefois plus élevée et le grenier à trois étages conservé avec son hall de plus de 30 mètres de long sont présents. L'intérieur spacieux est limité par un bâtiment stable et une grange. Sur la propriété, qui est entourée d'un mur de pierre naturelle, se trouvent l'ancien jardin du monastère et un étang.